# Thom Fitzgerald

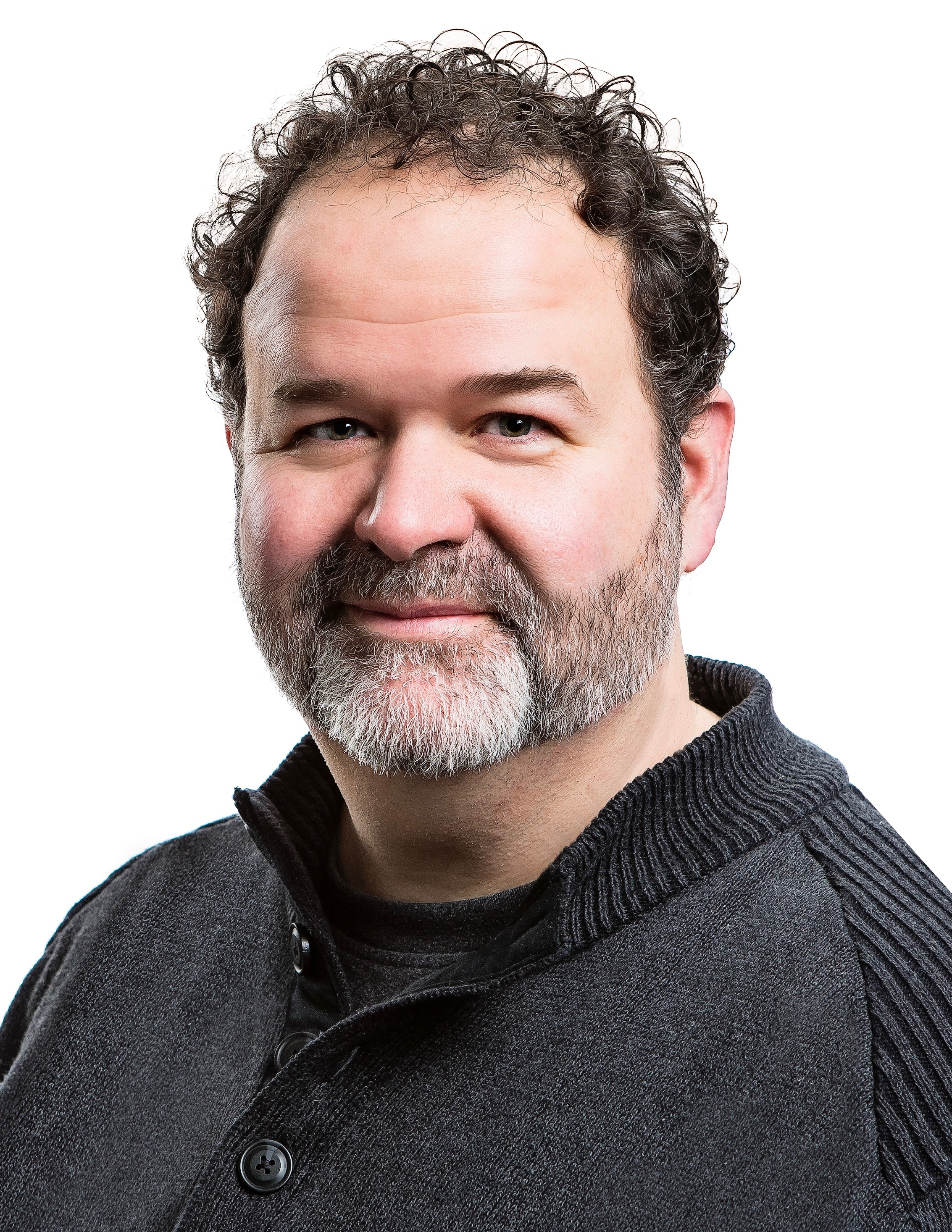
Thom Fitzgerald

Thom Fitzgerald (* 8. Juli 1968 in New Rochelle, New York) ist ein US-amerikanischer Filmregisseur.

## Leben
Fitzgerald ging in Bergenfield, New Jersey zur Schule, wo er an der Bergenfield High School graduierte. Danach studierte Fitzgerald an der Cooper Union in Manhattan. Als Austauschstudent ging er nach Kanada an das Nova Scotia College of Art and Design. Er zog darauf nach Halifax, wo er seine Studien beendete. Nach seinem Studium arbeitete Fitzgerald mit den Künstlern Renee Penney und Michael Weir für mehrere Jahre zusammen. Fitzgerald wechselte dann in die Filmbranche und war als Filmregisseur tätig. 1997 erschien sein erster Film Hanging Garden, in dem als Schauspieler unter anderem Troy Veinotte, Chris Leavins und Kerry Fox zu sehen waren. Der Film erhielt den Genie Award. 1998 erschien sein zweiter Film Beefcake – Nur für Männer über die Fitnessbranche der 1950/1960er und den ersten Fotomagazinen (u. a. Bob Mizer) zu Anfang der US-amerikanischen Bodybuilding Branche. 2001 folgte der Halloweengruselfilm Wolf Girl für den Fernsehsender USA Network. 2003 und 2005 drehte er mit den Filmen The Event und 3 Needles zwei Filme zum Thema HIV/AIDS. Fitzgerald wohnt in Nova Scotia, Kanada.

## Filmografie (Auswahl)
- 1997: The Hanging Garden[1]
- 1998: Beefcake – Nur für Männer (Beefcake)[2]
- 2001: The Wild Dogs
- 2003: The Event
- 2004: The Young Astronomer
- 2005: 3 Needles[3][4]
- 2011: Cloudburst
- 2020: Stage Mother